# Centauros Villavicencio
Corporación Deportiva Centauros Villavicencio ist ein ehemaliger kolumbianischer Fußballverein aus Villavicencio.

## Geschichte
Der Verein wurde am 14. Januar 2002 gegründet und stieg in der ersten Saison sogleich aus der zweiten Liga in die Categoría Primera A auf. Am 2. Februar 2003 absolvierte der Klub beim 1:1-Unentschieden gegen Deportivo Pasto seine erste Partie in der höchsten kolumbianischen Spielklasse. Die Saisoneröffnung sollte sehr erfolgreich für den Neuling verlaufen. Am Ende erreichte man den 4. Tabellenplatz und damit sogar die Qualifikation zu den Cuadrangulares, Kolumbiens Meisterschafts-Playoffs. Dort scheiterte Villavicencio jedoch an den anderen Mannschaften. Umso überraschender nach dieser erfolgreichen Hinrunde folgte in der Torneo Finalizacion der totale Absturz. Der Klub stand zusammen mit Atlético Bucaramanga und Cortuluá punktgleich auf dem letzten Tabellenplatz, stieg jedoch aufgrund des schlechteren Torverhältnisses wieder in die zweite Liga ab. In der Primera B erreichte Villavicencio 2004 den 3. Tabellenplatz, scheiterte dann aber in den Aufstiegsspielen. Der zum Team gehörende Panamaer Blas Pérez wurde dabei mit 29 Treffern bester Torschütze in dieser Saison. In der Rückrunde der Saison 2006, den Hinrunden 2007 und 2008 sowie in der Rückrunde 2009 scheiterte Villavicencio ebenfalls in den jeweiligen Aufstiegsspielen.
Die schwierige finanzielle Situation des Vereins sorgte ab 2010 für Diskussionen über eine mögliche Umbenennung des Vereins und einen Umzug nach Popayán. Zunächst gab es dafür allerdings keine Erlaubnis von Seiten der DIMAYOR. Aufgrund der hohen Schulden des Vereins und der geringen Unterstützung durch die regionale Regierung des Meta, sowie der zugesicherten Unterstützung der Regierung des Departamento del Cauca, wurde Centauros Villavicencio im Mai 2011 nach Zustimmung der DIMAYOR aufgelöst und Universitario Popayán neugegründet.

## Stadion

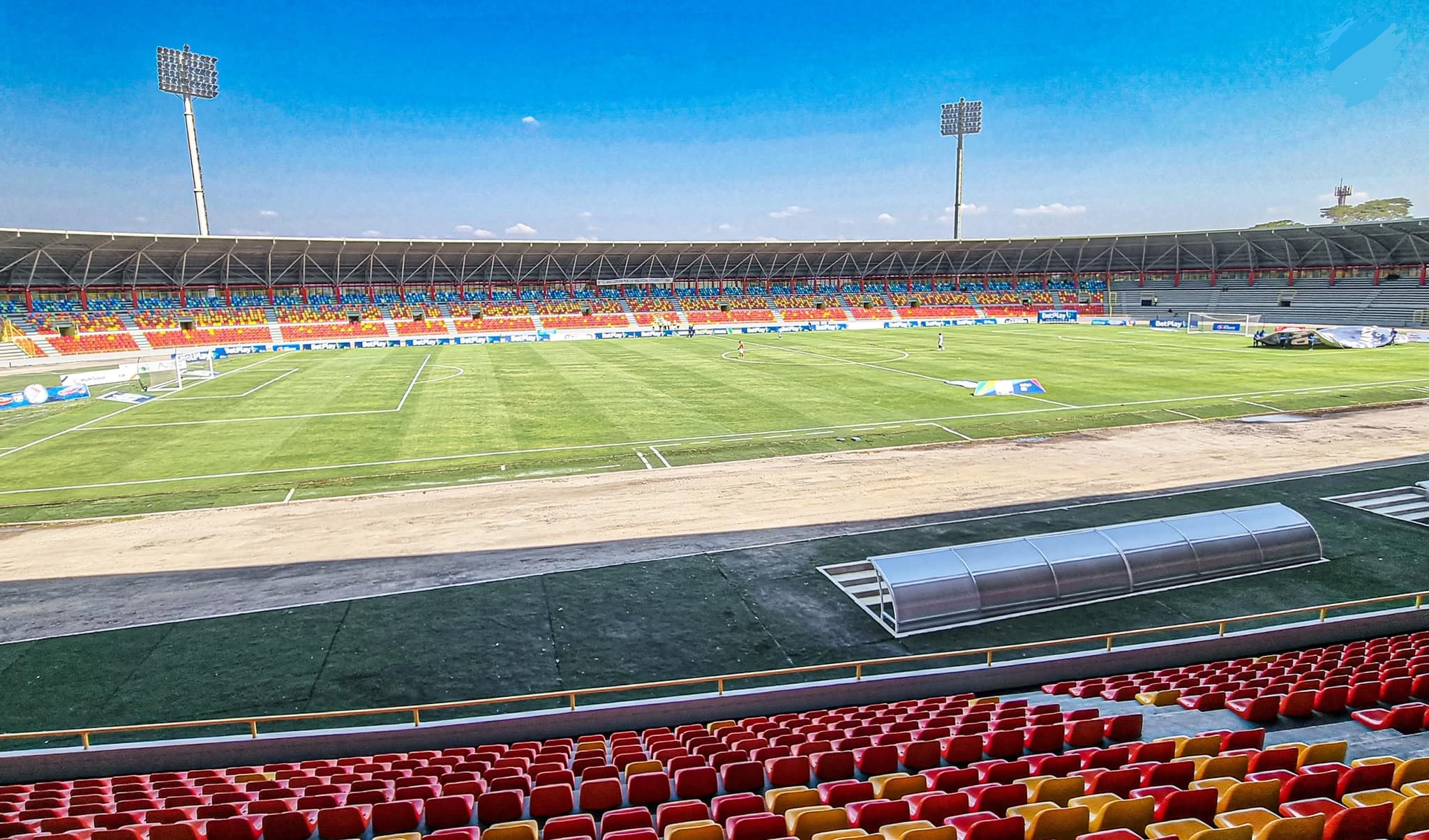
Estadio Manuel Calle Lombana

Centauros Villavicencio absolvierte seine Heimspiele im Estadio Manuel Calle Lombana in Villavicencio. Das Stadion hat eine Kapazität von etwa 15.000 Plätzen.

## Erfolge
- Meister der Categoría Primera B: 2002